# Жазыксай
Жазыксай (каз. Жазықсай, до 2001 г. — Амангельды) — село в Жетысайском районе Туркестанской области Казахстана. Входит в состав аульного округа Жолдасбая Ералиева. Код КАТО — 514439280.

## Население
В 1999 году население села составляло 131 человек (79 мужчин и 52 женщины). По данным переписи 2009 года, в селе проживали 162 человека (94 мужчины и 68 женщин).